# 전략 게임

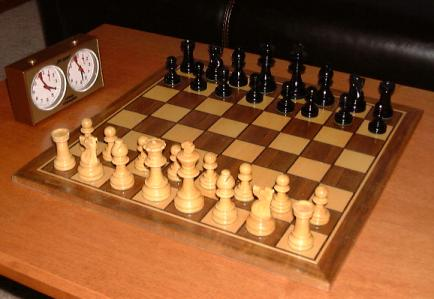
체스는 매우 잘 알려진 전략 게임 가운데 하나이다.

전략 게임은 게임에서 여러 명이 맞붙고 스스로 전략을 주체적으로 선택하는 게임을 가리킨다. 의사결정트리에 의해 결정이 이뤄진다. 체스와 장기 등이 대표적이다.

## 분류

### 추상전략게임
추상전략게임은 맞붙는 사람이 모든 정보를 알고서 두는 게임으로 우연이 개입되지 않은 게임이다. 추상전략게임과 비슷하지만 주사위와 같은 우연적인 요소를 일부 도입한 전략 게임도 있다.

### 독일식 보드 게임
독일식 보드게임은 우연적인 요소를 결합시킨 게임으로 한국에서 보드 게임으로 부르는 장르이다.

### 전쟁 게임
전쟁 게임은 전쟁이나 군사적인 충돌 상황을 모사하여 놀이의 대상으로 축소시킨 게임이다. 워게이밍이라고 하기도 한다.

### 전략 시뮬레이션 게임
전략 게임을 비디오 게임에서 구현한 것을 가리킨다.

## 같이 보기
- 확률 게임
- 기술 게임
- 마인드 스포츠